# Comisia Unificată de Control
Comisia Unificată de Control (abreviat CUC; în rusă Объединенная контрольная комиссия) este o forță tri-laterală de menținere a păcii și o structură de comandament militar comună formată din trimiși Republicii Moldova, Transnistriei și Rusiei, care operează în „zona de tampon” de la frontiera dintre Republica Moldova și Ucraina. Teritoriul disputat este controlat de așa-zisa Republică Moldovenească Nistreană.
Comisia a fost creată în scopul asigurării realizării în continuare a prevederilor corespunzătoare ale Acordului cu privire la principiile reglementării pașnice ale Conflictului din Transnistria, semnat de Republica și Rusia la 21 iulie 1992.
În ultimii ani CUC întâlnește dificultăți în activitatea, dat fiind faptul că atât partea separatistă, cât și F. Rusă dețin o poziție comună în majoritatea problemelor de pe ordinea zilei. Astfel la 1 martie 2013, reprezentanții structurilor de forță de la Tiraspol, traversând postul de „pacificatori” ruși, au intrat în Tighina și au efectuat percheziții cu aplicarea forței asupra mai multor persoane la o întreprindere, cu toate că ordinea publică în acest oraș este asigurată de către Comisia Unificată de Control, poliția Republicii Moldova și așa-numita „miliție transnistreană”.

## Vezi și
- Implicarea Armatei a XIV-a în Conflictul din Transnistria
- Depozitul militar de la Cobasna

## Legături externe
- Comisia Unificată de Control condamnă declarațiile KGB-ului transnistrean Arhivat în 11 august 2014, la Wayback Machine. Radiochisinau.md
- Delegația Republicii Moldova în Comisia Unificată de Control Gov.md